# 汪世印
汪世印，正红旗人，是一名清朝政治人物。
汪世印曾于康熙二十三年(1684年)接替白辉任漳州府知府一职，康熙三十三年(1694年)由靳治扬接任。